# Vela ai Giochi della IV Olimpiade - 7 metri
La competizione della categoria 7 metri  di vela ai Giochi della IV Olimpiade si tenne il 27 e il 28 luglio 1908 presso Ryde, Isola di Wight.

## Risultati
Si dovevano disputare 3 regate sulla distanza delle 13 miglia. Ma l'altra barca iscritta non partecipò.
| Pos. | Barca               | Equipaggio                                                               | Vittorie | Punti Totali | 1ª regata | 1ª regata | 1ª regata | 2ª regata | 2ª regata | 2ª regata |
| Pos. | Barca               | Equipaggio                                                               | Vittorie | Punti Totali | Pos.      | Tempo     | Punti     | Pos.      | Tempo     | Punti     |
| ---- | ------------------- | ------------------------------------------------------------------------ | -------- | ------------ | --------- | --------- | --------- | --------- | --------- | --------- |
| Oro  | Heroine Regno Unito | Charles Rivett-Carnac Richard Dixon Norman Bingley Frances Rivett-Carnac | 2        | 6            | 1°        | 2h11'54"  | 3         | 1°        | 2h11'33"  | 3         |